# Berjozovski (oblast Kemerovo)
Berjozovski (Russisch: Берёзовский; "berkachtig") is een stad in het noordoosten van de Russische oblast Kemerovo in het Koezbassgebied in Zuid-Siberië. De stad ligt in de Koeznetsk-depressie op het interfluvium tussen de rivieren Barzas en Sjoerap (stroomgebied van de Ob) op 27 kilometer ten noorden van Kemerovo. In 2002 woonden er ongeveer 48.000 mensen.

## Stedelijk district
In het stedelijk district liggen 18 plaatsen, waarvan de grootste de nederzetting met stedelijk karakter Barzas is met 2287 inwoners (2002). Het stedelijk district telde 52.794 inwoners bij de volkstelling van 2002 tegen 56.588 bij de volkstelling van 1989.
De stad bestaat uit 4 microdistricten:
- Tsentralny;
- het dorp bij de mijn Joezjny;
- het dorp bij de mijn Berjozovka;
- het dorp Oktjabrski.

Van de oppervlakte van het stedelijk district bedraagt 74,6 km². Een groot deel is bedekt met bos (80% taiga). De nederzettingen en microdistricten liggen verspreid tussen de bosgebieden. De belangrijkste rivieren in het gebied zijn de Barzas, Kajgoer, Kelbes en Sjoerap.

## Geschiedenis
De huidige stad is ontstaan op 11 januari 1965 uit drie mijnwerkersnederzettingen: Koerganovka, Berjozovski en Oktjabrski. Mijnwerkersnederzetting Berjozovski zelf ontstond slechts 16 jaar eerder, in 1949, rond de bouw van de mijn Berjozovskaja. In de jaren 60 werd de mijnbouw rond Berjozovski een grote impuls gegeven. In de jaren 90 stortte echter door de perestrojka en de grote economische crises en mismanagement de mijnbouw in, net als in andere steden in de Koezbass. De stad werd als een van de zwaarste getroffen: vele mijnen moesten sluiten en veel mijnwerkers kregen jarenlang niets betaald. Grootschalige diefstal, fraude en moorden (tussen 1993 en 1998 werden 13 mijnbestuurders omgebracht) kenmerkten de problemen. Sindsdien is de situatie weer wat verbeterd.

## Economie en transport
Bij Berjozovski worden vette kolen (bitumineuze steenkool) gewonnen en verrijkt. De steenkoolindustrie zorgt voor 97% van de industriële productie van de stad en voor 45% van de werkgelegenheid. Bij de stad bevinden zich verschillende bedrijven die actief zijn in de steenkoolindustrie. Dit zijn onder andere twee kolenmijnen (Pervomajskaja en Berjozovskaja) en de groeve Tsjernigovets, een van de belangrijkste steenkoolbedrijven van Rusland en de plaatsvormende onderneming van de stad. Andere delfstoffen die er worden gewonnen zijn goud, sapropeliet, sommige ijzerertssoorten, hoogwaardige kleisoorten en marmer. Ook bevindt zich er bosbouw.
De stad ligt aan de R-255 en de spoorlijn van Kemerovo naar Anzjero-Soedzjensk.

## Demografie
| 1959   | 1970   | 1979   | 1989   | 2002   |
| ------ | ------ | ------ | ------ | ------ |
| 21.900 | 34.800 | 41.400 | 51.250 | 48.299 |

## Onderwijs en cultuur
In de stad bevinden zich 14 scholen, een vakschool, muziekschool, bioscoop en een streekmuseum.